# Gare de Villeneuve-Loubet-plage
Gare de Villeneuve-Loubet-plage vasútállomás Franciaországban, Villeneuve-Loubet településen.

## Vasútvonalak
Az állomást az alábbi vasútvonalak érintik:
- Marseille–Ventimiglia-vasútvonal

## Kapcsolódó állomások
A vasútállomáshoz az alábbi állomások vannak a legközelebb:
- Gare de Cagnes-sur-Mer
- Gare de Biot